# Wittsaal
Der Wittsaal ist ein Naturschutzgebiet in der niedersächsischen Gemeinde Mechtersen in der Samtgemeinde Bardowick im Landkreis Lüneburg.
Das Naturschutzgebiet mit dem Kennzeichen NSG LÜ 128 ist 13 Hektar groß. Es liegt nordwestlich von Mechtersen und südlich von Radbruch.
Das Gebiet stellt einen kleinen verlandenden Moorweiher, der durch Torfabbau entstanden ist, mit dem Uferbereich und einen Teil der umgebenden Flächen unter Schutz. Der Kernbereich mit dem verlandenden Weiher wird von Bruchwald geprägt. Hier wachsen u. a. Weidengebüsche und Gagel, außerdem sind Großseggenrieder, Röhricht und Wasserpflanzengesellschaften zu finden. Der den Kernbereich umgebende, in das Naturschutzgebiet einbezogene Bereich wird landwirtschaftlich genutzt. Die landwirtschaftlichen Nutzflächen sind teilweise durch Hecken gegliedert. Es ist, außer zur Erfüllung dienstlicher oder wissenschaftlicher Aufgaben, nicht gestattet, das Naturschutzgebiet zu betreten.
Das Gebiet steht seit dem 16. September 1985 unter Naturschutz. Zuständige untere Naturschutzbehörde ist der Landkreis Lüneburg.